# 大浜岳
大浜 岳（おおはま がく、1983年9月2日 - ）は、日本プロ麻雀協会に所属する競技麻雀のプロ雀士。神奈川県出身。プロフレーズは「ドラ帝国の若大将」。

## プロフィール
2004年、当時20歳で日本プロ麻雀協会に入会。現在執行部として様々な大会運営に携わっている。若手からの人望も厚い。
セガネットワーク対戦麻雀MJ3（以下、MJ3）では、雀荘モード「まーじゃん学院」の番人をつとめた。
雀竜位戦を初め、タイトル歴も申し分なく日本プロ麻雀協会の次世代を担っていく存在である。
また、2013年頃から人狼ゲームを始め、男性プロ雀士としては初めてアルティメット人狼に出演した。
上記の人狼番組を始めジャンルを問わず様々なニコニコ生放送に出演しているため、麻雀を知らない層のファンも多い。

## 雑記
学生時代、友人とのセット麻雀にてメンホンを聴牌していた際、友人からオープンリーチ（ローカル役）をされ、1索をツモ切りして追いかけリーチ宣言し、その友人のオープンリーチに1発で振り込んだことがある（役満払い）。

## 獲得タイトル
- 第4回オータムチャレンジカップ 優勝
- 第1回チャンピオンロードグランドチャンピオン大会 優勝
- 第18期雀竜位

## MJ3での戦績
- 段位：十段／勝率：28.95位／平均順位：2.29位を記録